# Prosopocera viridecincta
Prosopocera viridecincta là một loài bọ cánh cứng trong họ Cerambycidae.